# Айт-Бен-Хадду
Айт-Бен-Хадду (берберский: Ath Benhadu, араб. آيت بن حدّو‎) — ксар (укреплённый город) в южном Марокко, в 29 километрах к северо-западу от Варзазата. С 1987 года под охраной ЮНЕСКО как памятник Всемирного наследия.
Айт-Бен-Хадду расположен на левом берегу реки Варзазат на склоне холма. Долина реки проходит по пустыне; река начинается на южных склонах Высокого Атласа и в дальнейшем теряется в песках в Сахаре. Вдоль неё пролегал караванный путь из Марракеша через Загору в Томбукту. Ксар возник предположительно в XI веке для охраны караванного пути. После уменьшения важности транссахарской торговли пришёл в упадок, население постепенно переселялось в новую деревню на противоположном (правом) берегу реки. К 1990-м годам ксар находился в руинированном состоянии, в нём жили всего десять семей. В последние годы ведётся реставрация, предполагается превратить ксар в туристический центр и разместить в нём художественные галереи.
Ксар Айт-Бен-Хадду является одним из наиболее типичных примеров традиционной марокканской глинобитной архитектуры, распространённой в предсахарской области, южнее Высокого Атласа. Все жилища ксара построены из красно-коричневой глины. Дома с плоскими крышами располагаются на склоне холма террасами, улицы идут горизонтально и соединяются арками и узкими проходами. В ксар имеется четыре входа, два бесплатных (крайний слева и крайний справа) и два платных. Бесплатные входы ведут через ворота в стене, в то время как платные проходят через жилища и принадлежат двум семьям; в одном из входов расположен музей.

## В кино
Ксар был и остаётся чрезвычайно популярен как место съёмки кинофильмов, в той или иной степени использующих восточные сюжеты. Так, здесь были сняты:
- Лоуренс Аравийский (1962)
- Человек, который хотел стать королём (1975)
- Иисус из Назарета (1977)
- Бандиты времени (1981)
- Жемчужина Нила (1985)
- Искры из глаз (1987)
- Последнее искушение Христа (1988)
- Под покровом небес (1990)
- Кундун (1997)
- сериал «Клон» (2001)[2]
- Мумия (1999)
- Гладиатор (2000)
- Александр (2004)
- Принц Персии: Пески времени (2010)
- Игра престолов (3-й сезон) (2013)

## Галерея

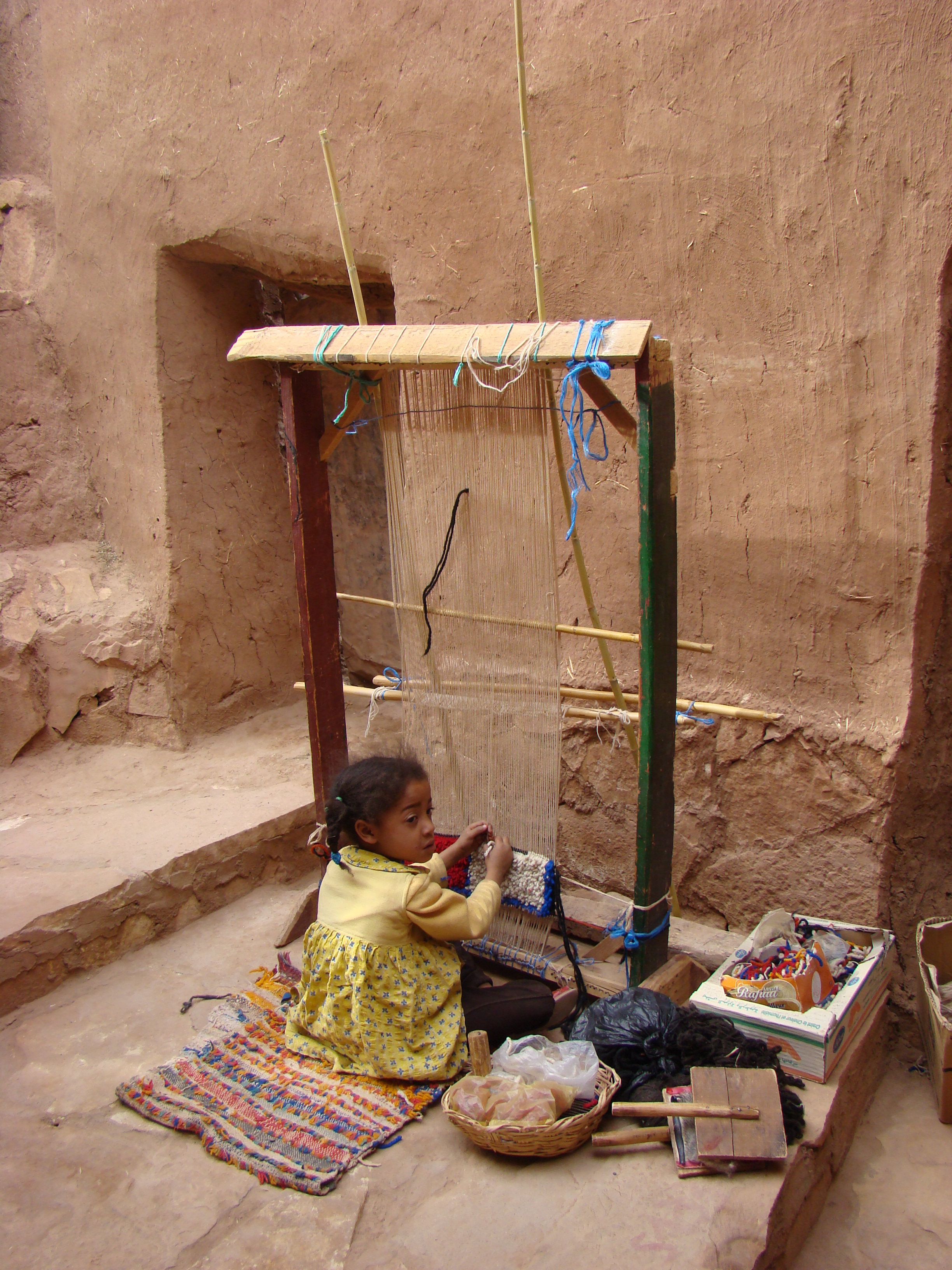
Девочка работает на ткацком станке в Айт-Бен-Хадду, май 2008 г.
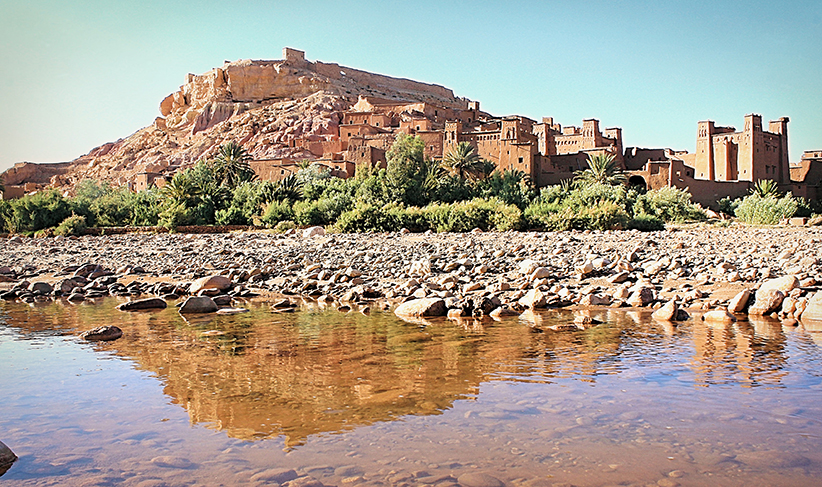
Общий вид ксара Айт-Бен-Хадду
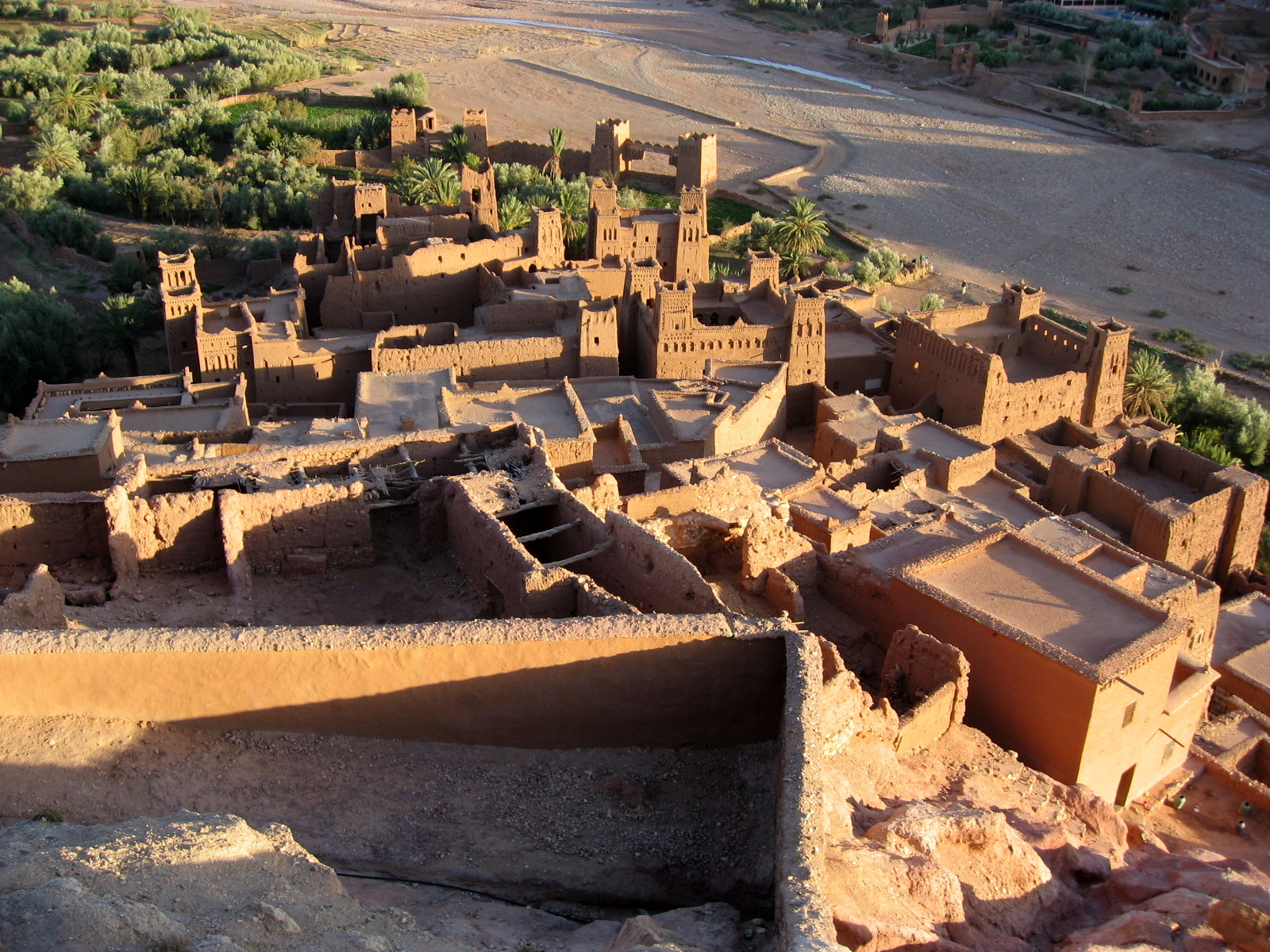
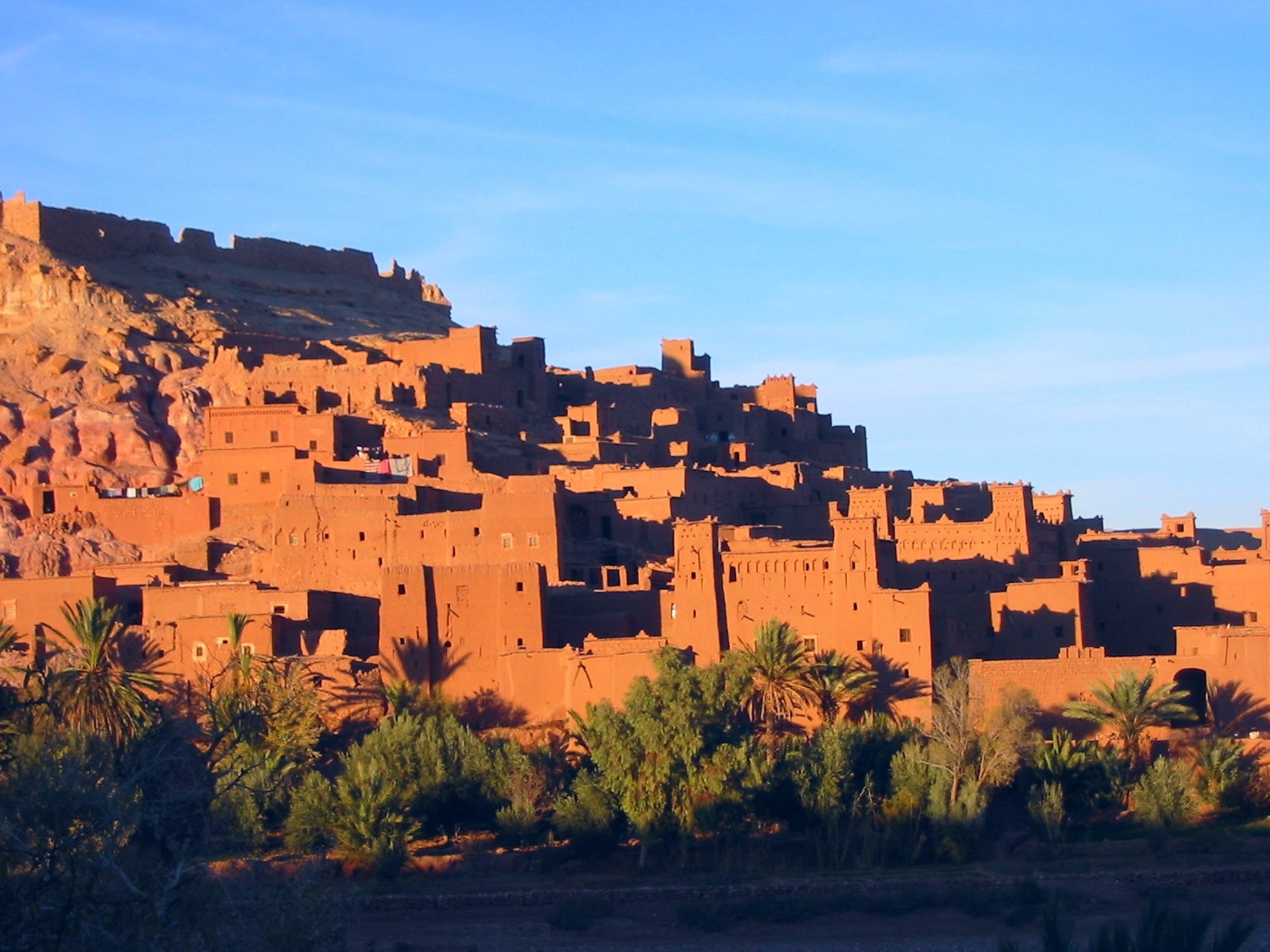
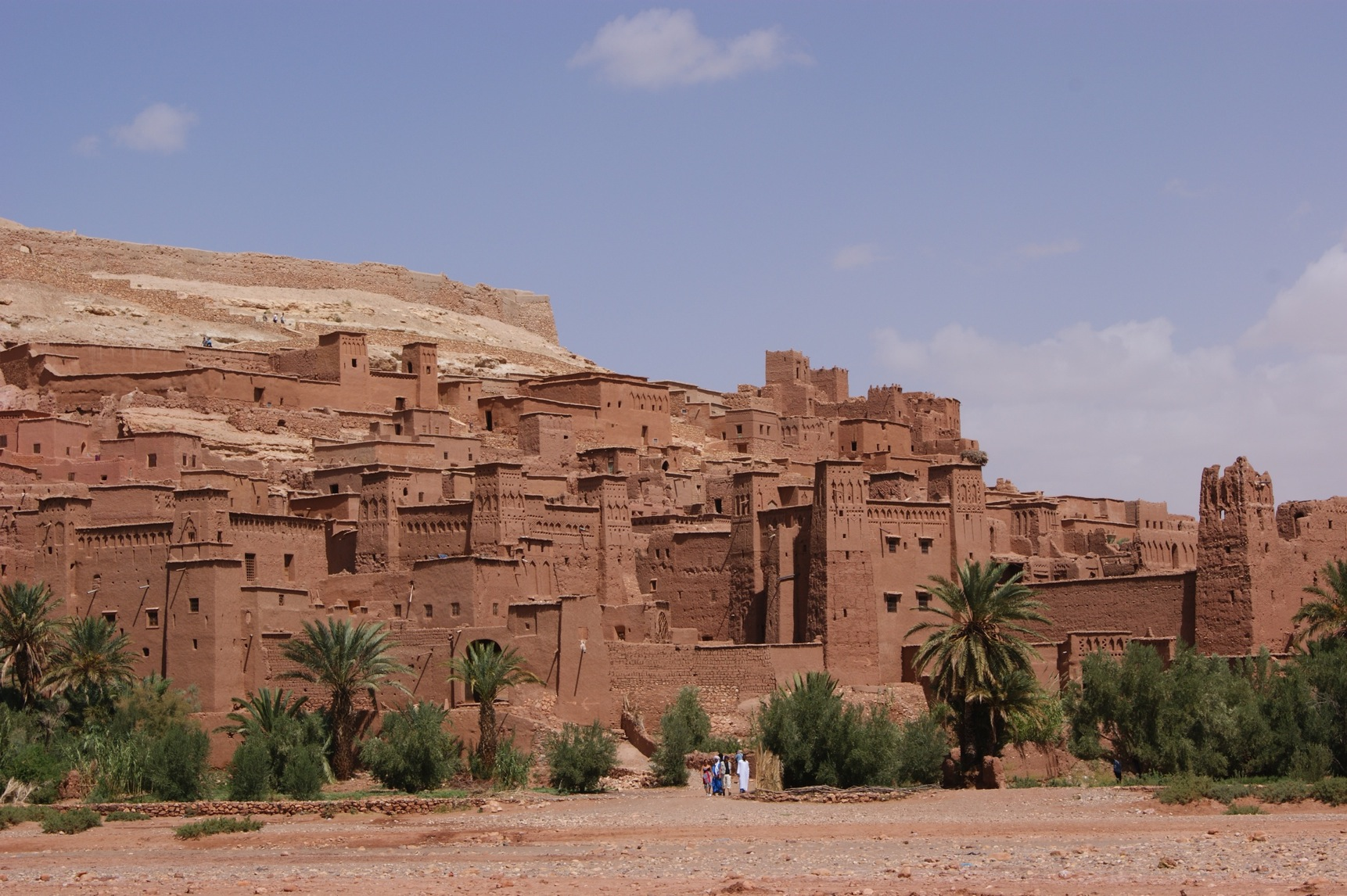
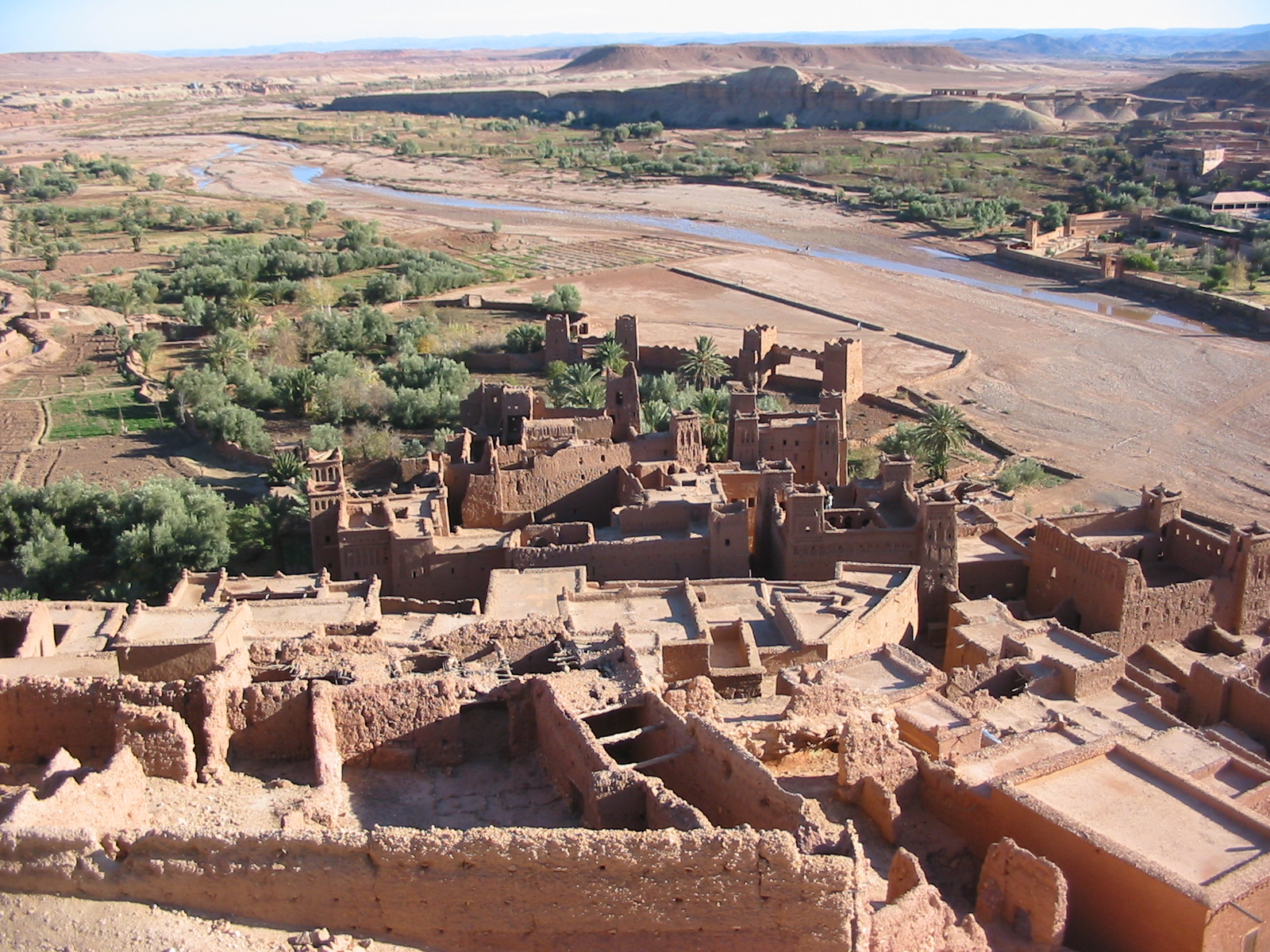
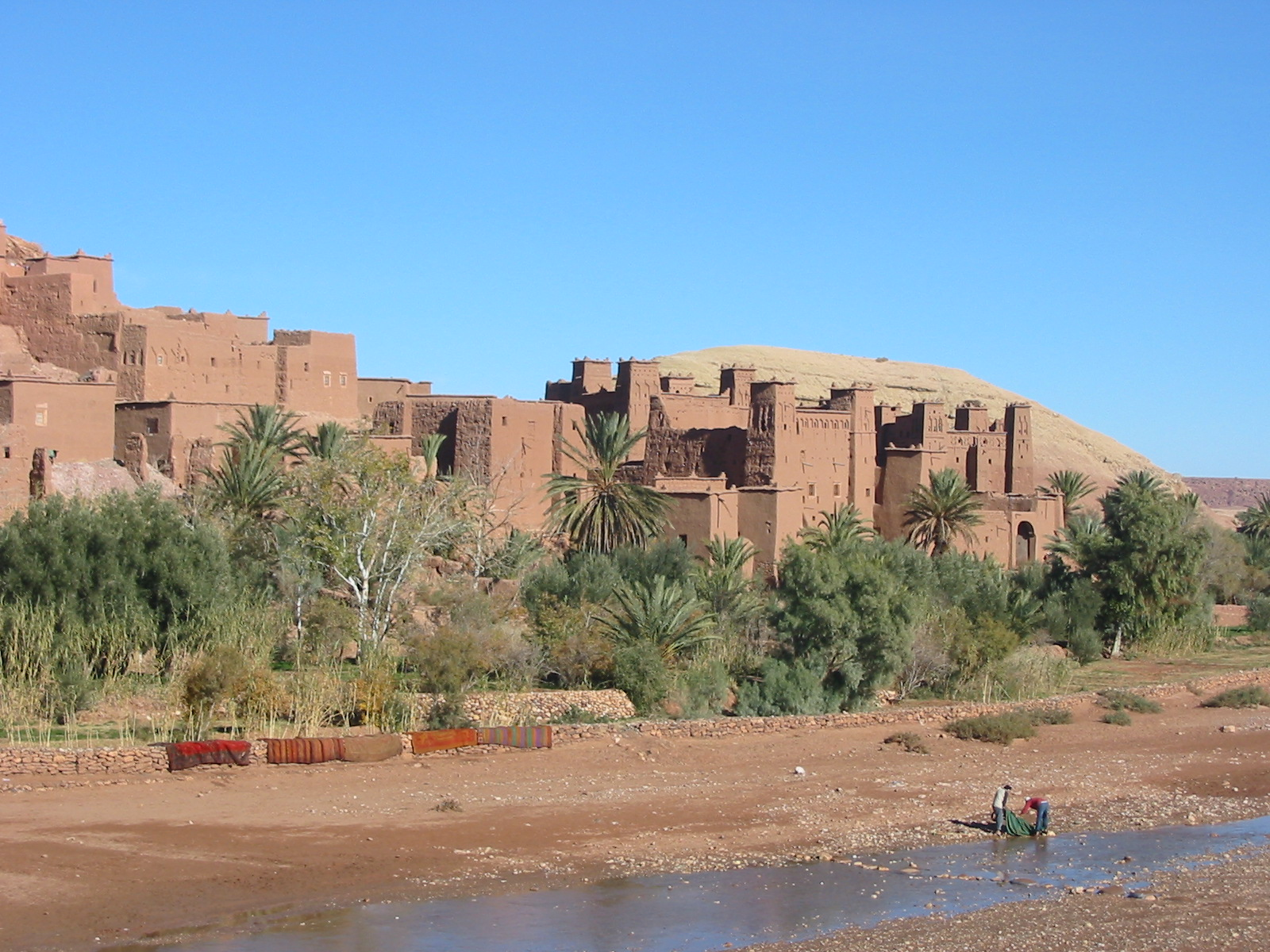
Вдоль берега реки
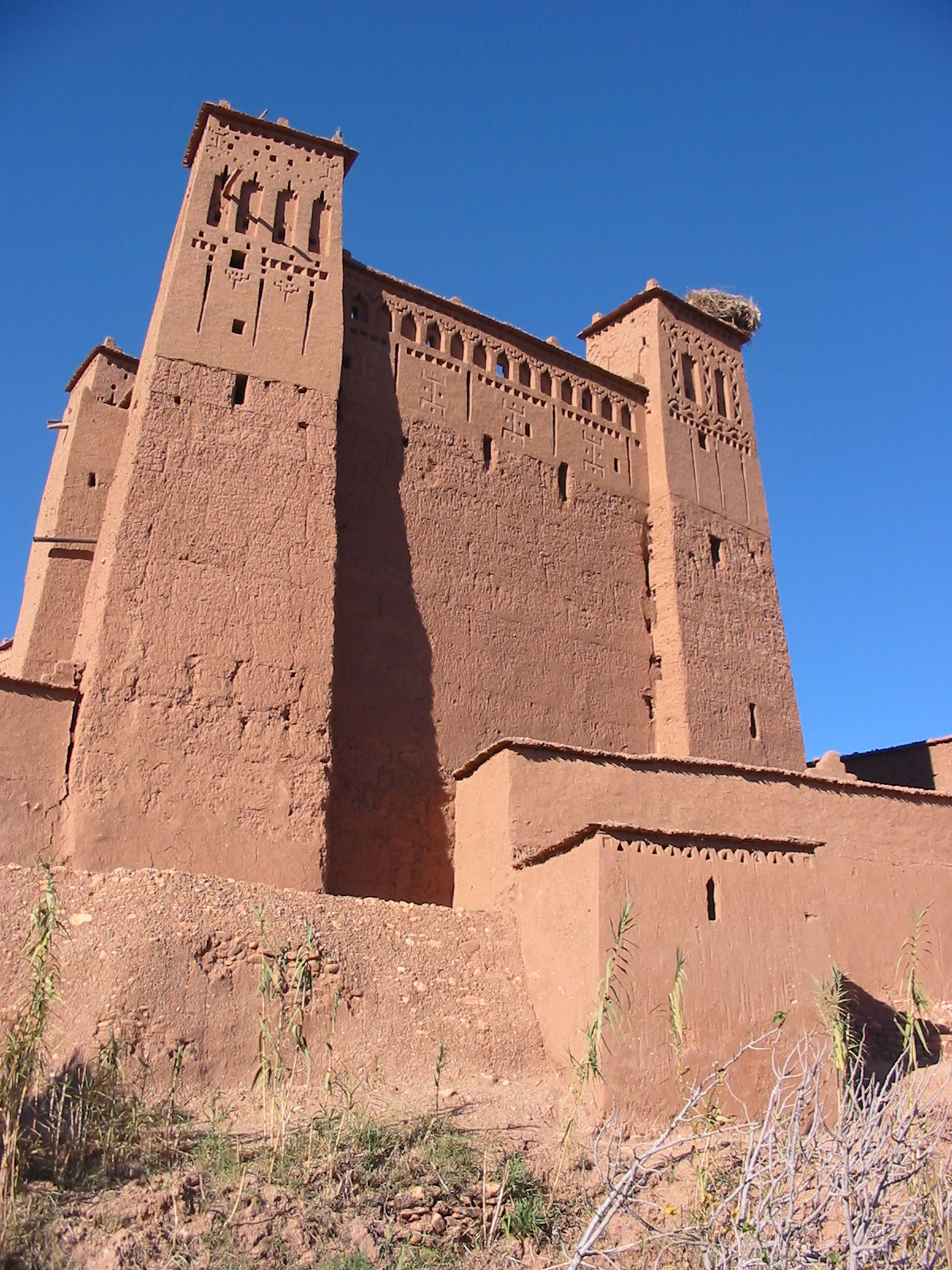
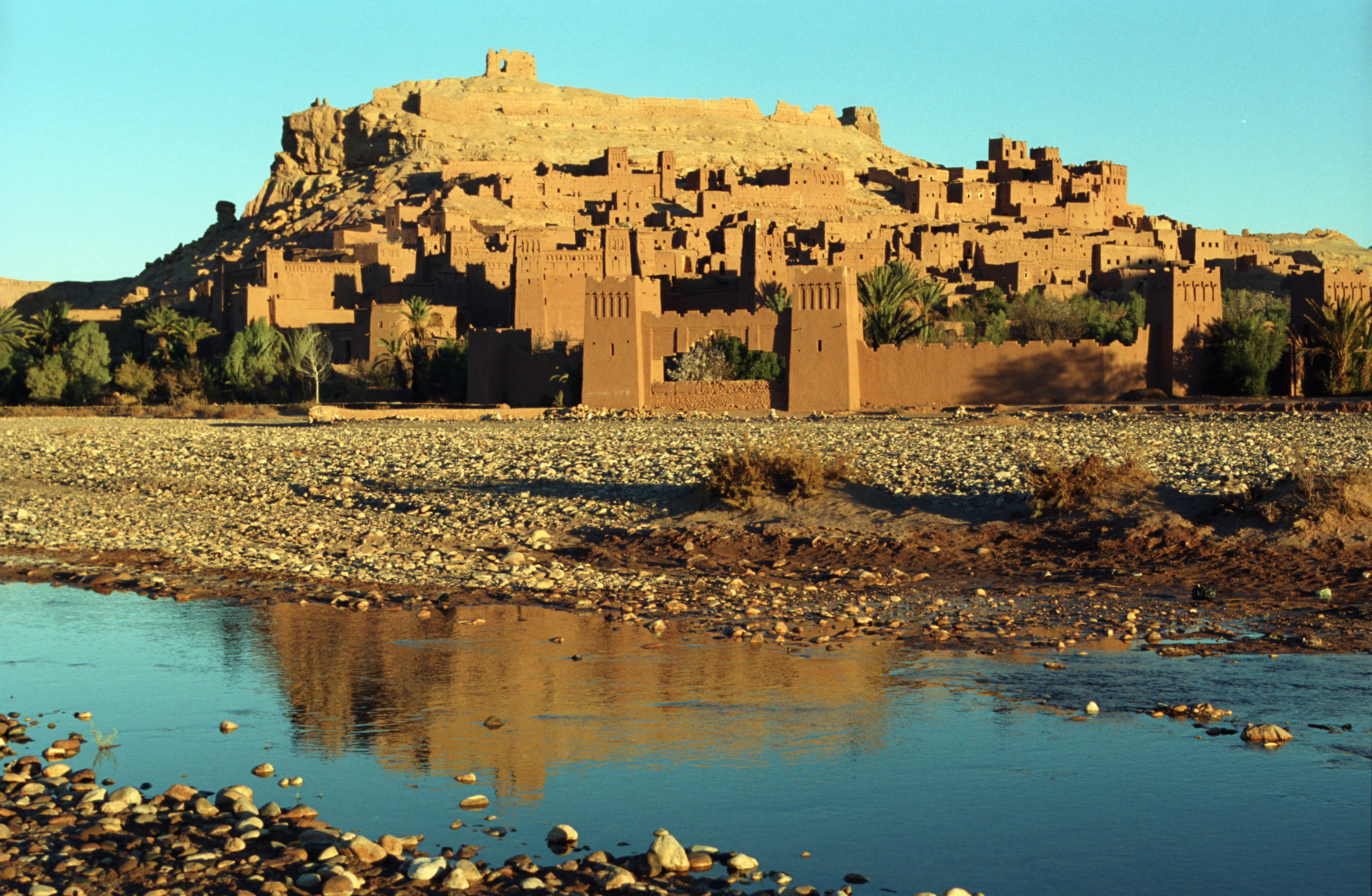
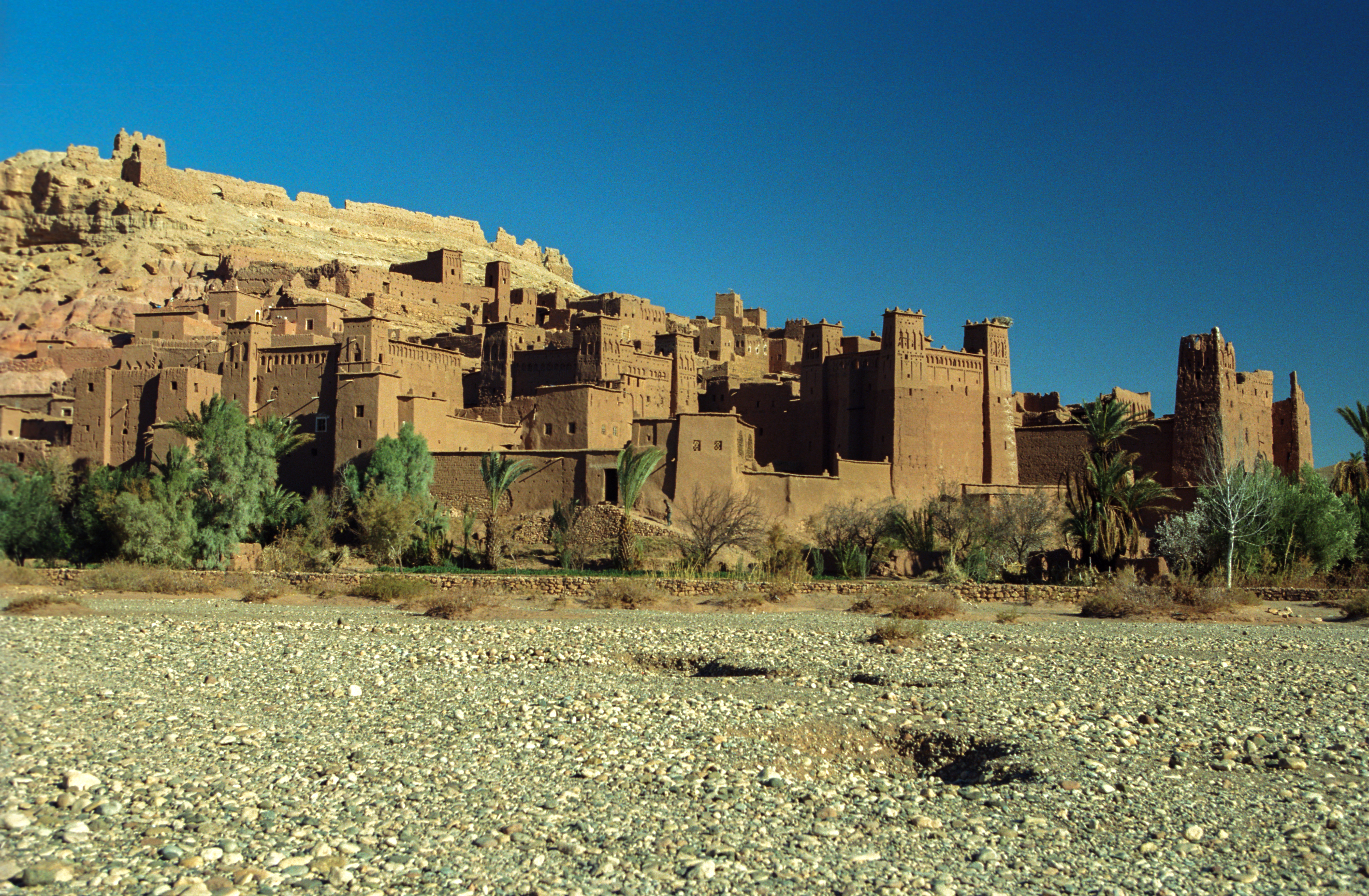
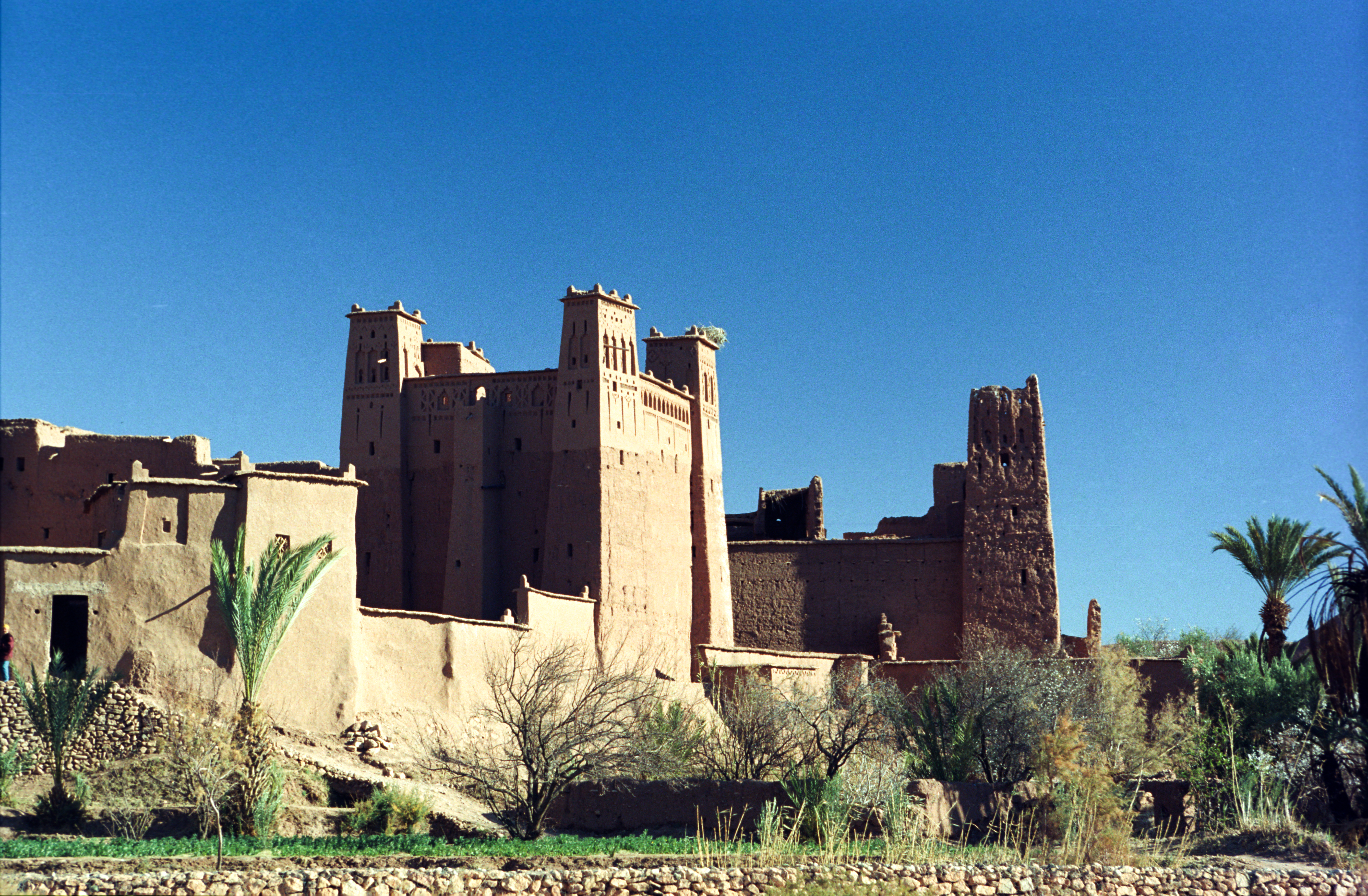
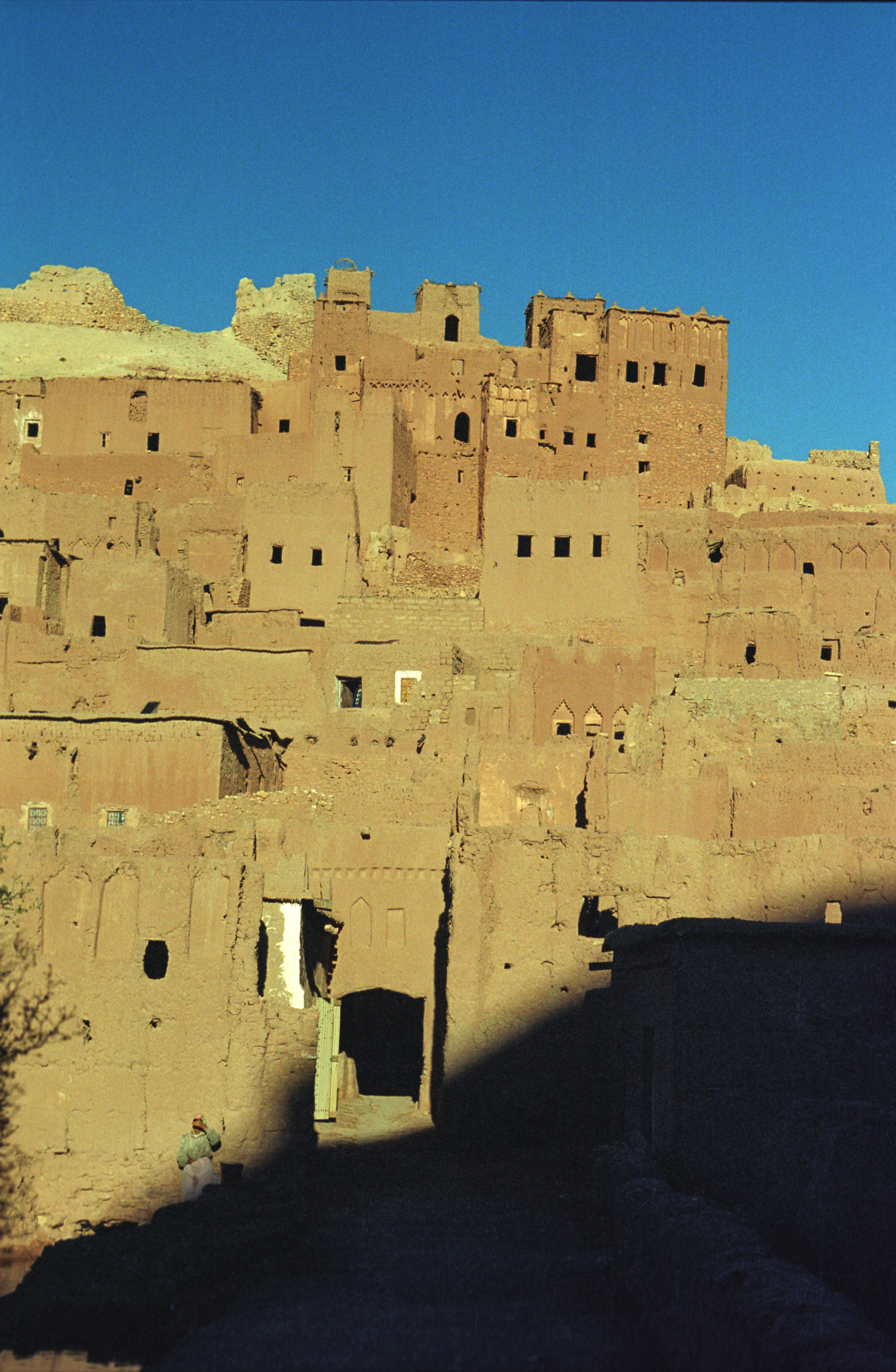
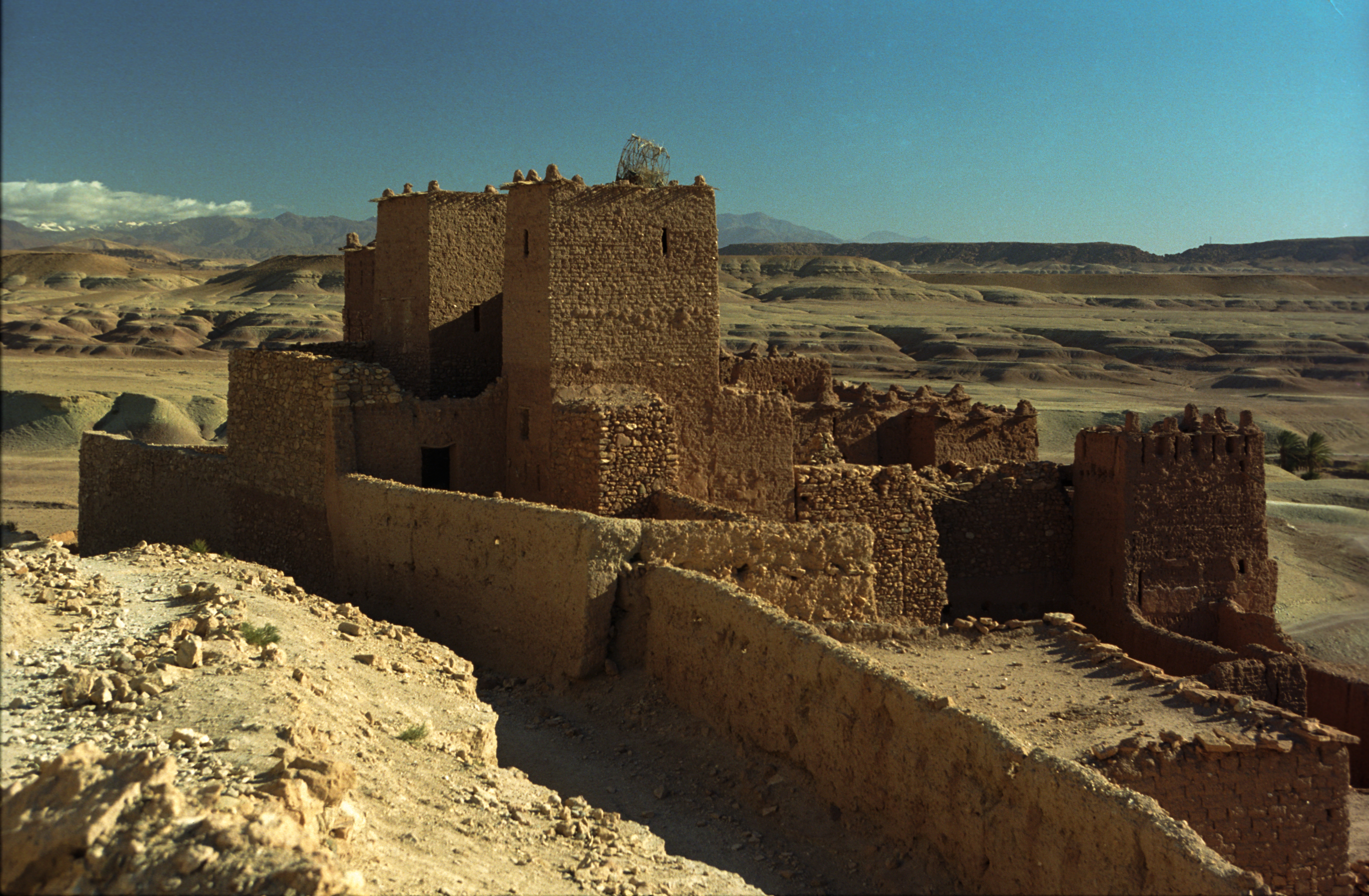
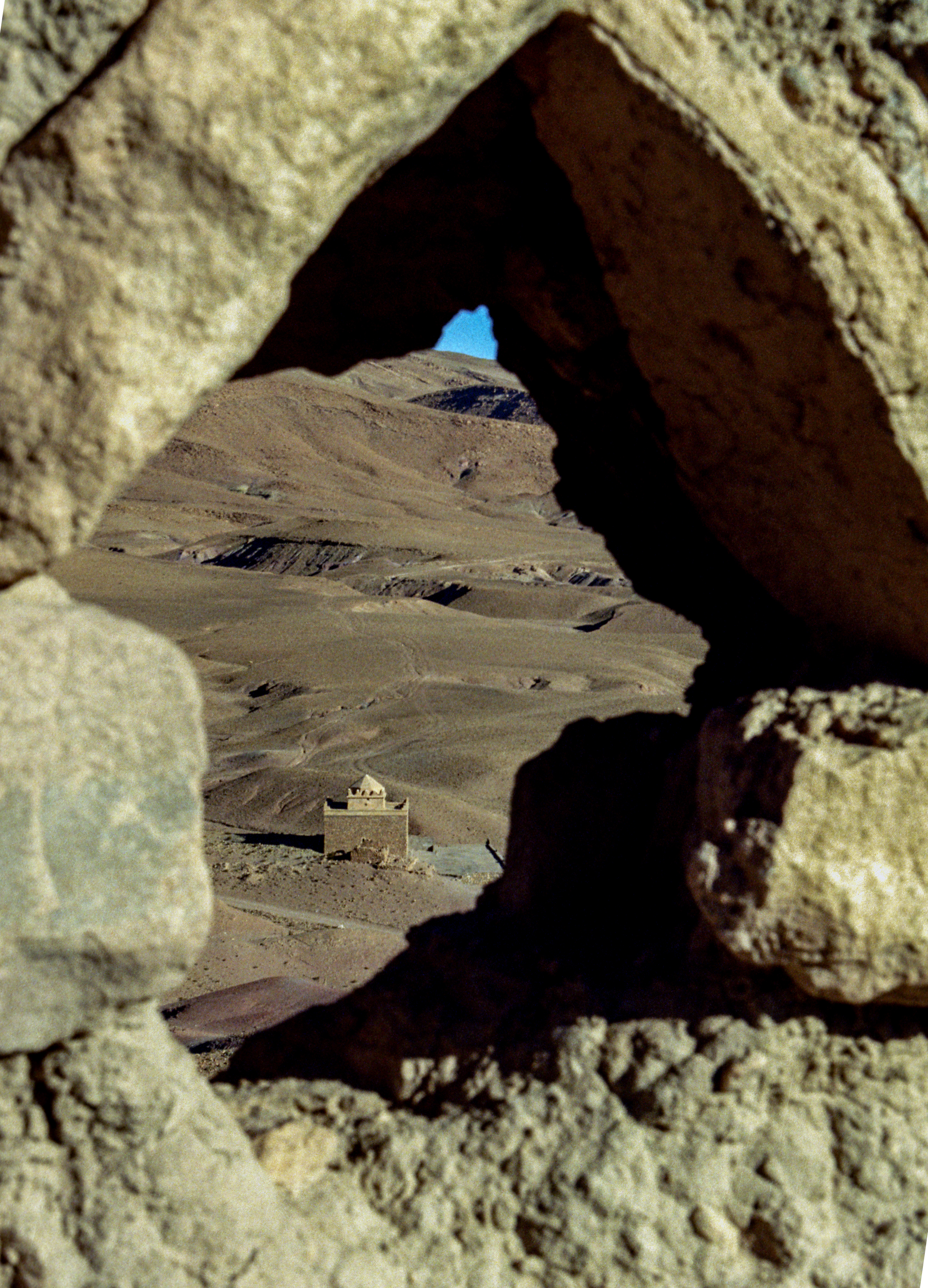
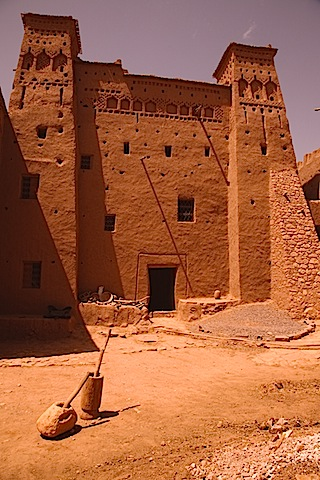